# Enrico Junck

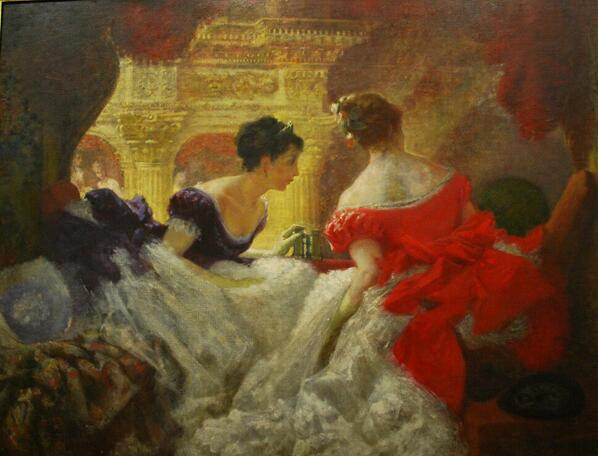
Enrico Junck, A Teatro (1878), GAM Torino

Enrico Junck, cognome riportato anche come Junk, Yunck o Yunk (Torino, 31 dicembre 1849 – Pisa, 18 novembre 1878), è stato un pittore francese naturalizzato italiano.

## Biografia
Nacque il 31 dicembre 1849 a Torino, allora capitale del Regno di Sardegna, da Giovanni Battista Junck, litografo di origini alsaziane, e Vittoria Mondino, sarta; ebbe un fratello più giovane, Benedetto, nato nel 1852. Fu avviato giovanissimo a seguire una carriera nel settore commerciale ma già nel 1864 abbandonò questo percorso per iscriversi al corso triennale di pittura dell'Accademia Albertina di Belle Arti, dove ebbe come maestro Enrico Gamba e dove fu compagno di Tommaso Juglaris. Si trasferì a Parigi nel 1867 e vi rimase fino al 1871 per proseguire la sua formazione presso l'École des beaux-arts, dove frequentò i corsi di Jean-Léon Gérôme ed Alexandre Cabanel che lo avvicinarono all'orientalismo, pur rimanendo immune al fascino della pittura di storia e di costume che invece aveva ispirato sia Gamba che Gérôme; durante il soggiorno francese fu anche volontario nella guerra franco-prussiana, esperienza di cui si riscontra testimonianza in una delle sue prime prove pittoriche intitolata Agli avamposti (ricordi della campagna del 1870), esposto nel 1871 alla Società promotrice di belle arti di Torino. Rimase comunque molto legato agli ambienti dell'accademia torinese, come testimonia la profonda amicizia con Antonio Fontanesi, entrato all'accademia nel 1869, al quale dedicò il penetrante Ritratto di Antonio Fontanesi conservato presso la Galleria d'arte moderna di Torino.
Nel 1872, ottenuta la cittadinanza italiana, si stabilì a Milano insieme al fratello Benedetto, dove entrò in contatto con la Scapigliatura e dove iniziò un'amicizia con Tranquillo Cremona oltre che con Emilio Praga, che in uno dei suoi carmi Trasparenze ne tracciò un ritratto che ne mise a fuoco l'ispirazione naturalistica. Si spostò spesso sia a Torino che a Roma, mentre nel 1877, insieme a Cesare Biseo, accompagnò Edmondo De Amicis nel suo viaggio ad Istanbul, dove rimase affascinato dai paesaggi, dai luoghi e dalle usanze locali. La passione per l'oriente lo condusse anche al Cairo, da dove riportò una serie di bozzetti e studi di soggetti esotici poi conservati presso la Galleria d'arte moderna di Milano.
Oltre alle esposizioni regolari presso la Promotrice di Torino, partecipò al Salon parigino nel 1873 e all'Esposizione nazionale di belle arti di Napoli del 1877.
Già malato e duramente colpito dalle morti degli amici Tranquillo Cremona e Francesco Mosso, si trasferì a Pisa dove morì il 18 novembre 1878.
La Società promotrice di belle arti di Torino gli dedicò una prima mostra-omaggio nel 1892 con dieci opere e successivamente nel 1925, con una più ampia retrospettiva di circa 45 opere, molte delle quali appartenenti a collezioni private e agli eredi.

## Opere
- Almée, XIX secolo, Galleria d'arte moderna, Milano
- Palco a teatro, XIX secolo, bozzetto di A teatro, collezione Fondazione IRCCS Ca' Grande Ospedale Maggiore Policlinico, Milano[4]
- Pecore nell'ovile, XIX secolo, Musei civici di palazzo d'Avalos, Vasto[5]
- Portico in campagna, XIX secolo, collezione Fondazione IRCCS Ca' Grande Ospedale Maggiore Policlinico, Milano[6]
- Ritratto di Antonio Fontanesi, XIX secolo, Galleria civica d'arte moderna e contemporanea, Torino
- Guardia araba, 1869
- Serenata, 1872
- Spagnola, 1873
- I calderai, 1874
- Il naufragio, 1875
- Meditazione, 1875
- Balie ai giardini pubblici, 1876, Galleria d'arte moderna, Milano
- A teatro, 1878, Galleria civica d'arte moderna e contemporanea, Torino